# Mike Frantz
Mike Frantz (* 14. Oktober 1986 in Saarbrücken) ist ein ehemaliger deutscher Fußballspieler und heutiger Fußballtrainer. Er ist seit der Saison 2025/26 Co-Trainer bei der SV Elversberg.

## Jugend
Frantz wuchs im Saarbrücker Quartier Folsterhöhe auf und erlernte den Beruf des Malers und Lackierers.
Er spielte in der Jugend für den DJK Folsterhöhe, AFC Saarbrücken, 1. FC Saarbrücken und Borussia Neunkirchen. Anfang 2005 rückte er in die erste Mannschaft von Borussia Neunkirchen auf.

## Karriere als Spieler
Frantz begann seine Karriere bei Borussia Neunkirchen und wechselte später zum 1. FC Saarbrücken, der die Qualifikation zur Regionalliga für die Saison 2008/09 verpasste. Der Stürmer erzielte in der Saison 2007/08 zwölf Tore in 27 Spielen, davon sechs Tore in den acht Spielen (bei drei Vorlagen) vor einer Verletzung, die ihn für den Rest der Saison ausfallen ließ. Zur Saison 2008/09 wechselte Frantz für rund 100.000 Euro zum 1. FC Nürnberg.
Sein Einstand beim Club verlief unglücklich: Während der Saisonvorbereitung zog er sich in nur elf Tagen vier unterschiedliche Verletzungen zu, zuletzt einen Riss der Syndesmose. Er stand dem Verein daraufhin für Monate nicht zur Verfügung und bestritt mit seiner Einwechslung am 7. November 2008 beim 0:0 im Heimspiel gegen den FSV Frankfurt sein erstes Profispiel. Sein erstes Profitor folgte in seinem fünften Spiel am 8. Dezember 2008 gegen Hansa Rostock. Bis zum Ende der Saison bestritt er 16 Einsätze. In den beiden folgenden Relegationsspielen, durch die die Nürnberger in die  Bundesliga aufstiegen, wurde er jeweils eingewechselt.
Am ersten Spieltag der Saison 2009/10 gab er sein Erstligadebüt gegen den FC Schalke 04. Am 27. März 2010 schoss er bei einer 2:4-Niederlage im Auswärtsspiel gegen Werder Bremen sein erstes Tor in der höchsten Spielklasse. Insbesondere in der zweiten Saisonhälfte hatte er einen Platz in der Stammformation und kam auf 26 Einsätze inklusive der beiden Relegationsspiele, wobei er vorwiegend im offensiven Mittelfeld eingesetzt wurde. Auch während der gesamten Hinrunde der Saison 2010/11 war Frantz gesetzt, aber nach einer langwierigen Zehenverletzung fiel er für die komplette Rückrunde aus.
In der Sommerpause 2014 wechselte Frantz zum Ligakonkurrenten SC Freiburg. Ab der Saison 2018/19 war er der Mannschaftskapitän der Freiburger. Am 20. September 2019 verlängerte Frantz seinen Vertrag beim SC vorzeitig. Vor der Saison 2020/21 wechselte Mike Frantz zum Zweitligisten Hannover 96. Er unterzeichnete im Juli 2020 einen Zweijahresvertrag. Nach Ablauf dieser Zeit und 23 Pflichtspielen für die Niedersachsen kehrte er im Sommer 2022 zu seinem ehemaligen Verein 1. FC Saarbrücken zurück. Nach der Saison 2022/23 beendete Frantz seine Karriere als Spieler.

## Karriere als Funktionär und Trainer
Im Sommer 2024 wurde Mike Frantz beim Zweitligisten SV Elversberg als „Leiter Entwicklung“ verpflichtet. Zur Saison 2025/26 übernahm er im Verein den Posten als Co-Trainer unter Vincent Wagner.

## Erfolge
- Bundesliga-Aufstieg 2008/09 (mit dem 1. FC Nürnberg)
- Bundesliga-Aufstieg 2015/16 (mit dem SC Freiburg)